# Нихал
Нихал (β Зайца, Бета Зайца, лат. Beta Leporis) — звезда, которая находится в созвездии Зайца на расстоянии около 159 световых лет от нас. Версии перевода — «верблюд» (от исходного «пьющий верблюд») или «источник».

## Характеристики
Нихал входит в кратную систему, состоящую из пяти звёзд и является главной компонентой в системе. Она принадлежит к классу жёлтых ярких гигантов; по массе превосходит Солнце в 3 раза, по радиусу и светимости — в 16 и 165 раз соответственно. Само название звезды является арабским и переводится как «[верблюды], утоляющие жажду». В литературе иногда встречается неправильное написание «Нибал», («Nibal»).
Ниже приведены краткие характеристики других компонент системы:
| Компонента | Прямое восхождение | Склонение    | Эпоха | Угловое расстояние | Угловая позиция | Видимая звёздная величина | Ссылка |
| B          | 05+28+14,6         | −20° 45′ 32″ | 1993  | 2,2                | 339             | 7,5                       |        |
| C          | 05+28+17,2         | −20° 46′ 22″ | 2000  | 58,5               | 140             | 12,0                      | Simbad |
| D          | 05ч 28м 28.9с      | −20° 44′ 37″ | 2000  | 210,4              | 73              | 11,99                     | Simbad |
| E          | 05ч 28м 29.3с      | −20° 43′ 21″ | 2000  | 242,8              | 59              | 10,5                      | Simbad |